# Au pied du mur !
Pour les articles homonymes, voir Au pied du mur.
Au pied du mur est un jeu télévisé français présenté par Jean-Luc Reichmann diffusé du 9 juillet 2012 au 19 septembre 2014 sur TF1. Il reprend le principe du jeu 1 contre 100, un jeu où un candidat doit en affronter 100 autres pour remporter le jackpot, mais avec quelques différences.

## Diffusions sur TF1

### Été 2012
- Du 9 juillet 2012 au 31 août 2012 à 19h05 pour une session de 40 émissions.

### Été 2014
- Du 14 juillet 2014 au 19 septembre 2014 à 19h05 pour une session de 50 émissions.

## Principe du jeu
Chaque soir, un candidat affronte un mur de 100 personnes, qu'il devra éliminer en répondant correctement à des questions de culture générale. Le candidat peut quitter le jeu après avoir répondu correctement à une question si l'un des deux participants du mur désignés comme « portes de sortie » (voir ci-dessous) a mal répondu. Si le candidat quitte le jeu par une porte de sortie, il remporte un chèque de la valeur du gain à partager avec un téléspectateur ; en cas d'échec, c'est l'élimination et la victoire du mur qui se partagera les gains avec un téléspectateur.

### Échelles des gains
Échelle des gains du 9 juillet 2012 jusqu'au 31 août 2012 :
| Éliminés | Gains affichés | Gains partagés |
| -------- | -------------- | -------------- |
| 100      | 200 000 €      | 100 000 €      |
| 90       | 100 000 €      | 50 000 €       |
| 80       | 80 000 €       | 40 000 €       |
| 70       | 60 000 €       | 30 000 €       |
| 60       | 40 000 €       | 20 000 €       |
| 50       | 25 000 €       | 12 500 €       |
| 40       | 15 000 €       | 7 500 €        |
| 30       | 10 000 €       | 5 000 €        |
| 20       | 5 000 €        | 2 500 €        |
| 10       | 2 500 €        | 1 250 €        |

Échelle des gains du 14 juillet 2014 jusqu'au 19 septembre 2014 :
| Éliminés | Gains affichés | Gains partagés |
| -------- | -------------- | -------------- |
| 100      | 200 000 €      | 100 000 €      |
| 90       | 100 000 €      | 50 000 €       |
| 80       | 50 000 €       | 25 000 €       |
| 70       | 30 000 €       | 15 000 €       |
| 60       | 20 000 €       | 10 000 €       |
| 50       | 10 000 €       | 5 000 €        |
| 40       | 7 500 €        | 3 750 €        |
| 30       | 5 000 €        | 2 500 €        |
| 20       | 2 500 €        | 1 250 €        |
| 10       | 1 000 €        | 500 €          |

Un candidat ne peut partir avec ses gains que s'il a répondu juste à une question, et qu'un des deux candidats désignés comme porte de sortie au moins s'est trompé. Si le mur l'emporte sur le candidat, les personnes restantes dans le mur se partagent la somme du palier précédent franchi par le candidat (ce qui fait, par exemple, qu'une question peut autant rapporter 100 000 € pour le candidat s'il a juste, et seulement 2 500 € pour le mur si le candidat se trompe).

## Audiences
Le lancement de Au pied du mur a fait un bon score : la première émission a rassemblé 4,6 millions de téléspectateurs soit 24 % de part de marché. Un bon score qui place largement en tête TF1. À titre de comparaison Money Drop fait en moyenne 23 % de part de marché avec seulement 4 millions de téléspectateurs et Le Juste Prix 26 % avec 5 millions de téléspectateurs. Le Juste Prix reste pour le moment la seule émission à ne pas être devancé par les autres jeux de l'access prime time.
Le deuxième numéro a rassemblé 4,1 millions de téléspectateurs, soit 29 % de part de marché, faisant de Au pied du mur un succès.
Le troisième épisode du jeu rassemble 4,2 millions soit 100 000 personnes de plus que le deuxième.
Après 2 ans d'absence sur la grille de TF1, le jeu a fait son retour le 14 juillet 2014 : Le jeu a affiché un score de 3,3 millions de téléspectateurs, avec un niveau de 23,6 % de part de marché sur les 4 ans et plus. Côté ménagères, le divertissement a atteint 21 % du public. L'émission gagne 300 000 fidèles pour le deuxième numéro : l'audience grimpe jusqu'à 3.6 millions de téléspectateurs et une part de marché à 25 %.
Le lundi 21 juillet 2014, le jeu a rassemblé plus de 4 millions de téléspectateurs, correspondant à 26 % du public présent devant la télévision. Sur la cible des ménagères de moins de 50 ans, le divertissement a même atteint un meilleur score, avec 27 % de part d’audience.

## Jeux dérivés
Un jeu de société édité par Dujardin et TF1 Games est sorti en septembre 2014.

## Annexe